# 高鷲村立大日中学校
高鷲村立大日中学校（たかすそんりつ　だいにちちゅうがっこう）は、かつて岐阜県郡上郡高鷲村（現・郡上市）に存在した公立中学校。

## 概要
- 郡上郡高鷲村の中学校であり、大日小学校に併設されていた。

## 沿革
- 1947年（昭和22年）4月1日 - 郡上郡高鷲村蛭ヶ野の高鷲村立大日小学校に高鷲村立高鷲中学校大日分校を設置。
- 1950年（昭和25年）4月1日 - 高鷲村立大日中学校として独立。大日小学校に併設。
- 1956年（昭和31年）9月 - 校舎（小中共用）が完成。
- 1959年（昭和34年）7月 - 校舎を増築。
- 1960年（昭和40年）3月31日 - 高鷲村立高鷲中学校に統合され廃校。